# SN 2006bj
SN 2006bj – supernowa typu II odkryta 26 marca 2006 roku w galaktyce A122219+0737. W momencie odkrycia miała maksymalną jasność 17,30m.